# Swiss Family Robinson (1960)
Swiss Family Robinson (Nederlands: De wonderbaarlijke belevenissen van de familie Robinson) is een Amerikaanse avonturenfilm uit 1960 met in de hoofdrollen John Mills, Dorothy McGuire, James MacArthur, Janet Munro, Tommy Kirk en Kevin Corcoran. De film is lichtjes gebaseerd op het boek De Zwitserse familie Robinson van Johann David Wyss en werd geregisseerd door Ken Annakin en opgenomen in Tobago en de Pinewood Studios nabij Londen.

## Verhaal
Tijdens een storm wordt een schip aangevallen door piraten. De kapitein en de bemanning verlaten het schip. Een gezin overleeft en komt terecht op een onbewoond eiland. Vader William en zijn twee oudste zonen Fritz en Ernst trachten zoveel mogelijk te redden uit het gekapseisde wrak. Tijdens deze actie vallen de piraten aan, maar deze vertrekken nadat William op het wrak een vlag uithangt met daarop een symbool dat er pest is.
De drie maken vervolgens een boomhut. Francis, de jongste zoon, heeft een jonge olifant, een kapucijnaap en twee Deense dogs - die ook op het schip zaten - onder zijn hoede genomen.
Fritz en Ernst verkennen het eiland. Aan de andere kant vinden ze de piraten opnieuw. Zij hebben een ander schip aangevallen en de kapitein en matroos "Bertie" gegijzeld. Fritz en Ernst kunnen Bertie redden. Even later wordt duidelijk dat Bertie een vrouw is: Roberta. Tijdens hun terugweg naar de hut worden ze aangevallen door een grote waterslang en hyena's. Ze redden ook een zebra uit drijfzand. Op kerstavond komen ze eindelijk terug aan de hut.
William is er zeker van dat de piraten op zoek zullen gaan naar hun gegijzelde. Daarom bereiden ze zich voor: ze maken allerhande wapens en dodelijke vallen. Ook blazen ze het schip op in de hoop dat de piraten niet meer juist weten waar dat lag.
Er ontstaan strubbelingen tussen de oudste broers: beiden willen Roberta voor zich winnen. Fritz maakt daarbij gebruik van zijn fysieke krachten terwijl Ernst haar wil imponeren met zijn inteligentie.
William richt een feestdag op voor het eiland dat ze de naam "New Switzerland" geven. De familieleden moeten elk een dier berijden en om ter snelst aan de finish geraken. Wanneer het startschot wordt gegeven, wordt dit ook door de piraten gehoord.
De piraten vallen het eiland aan en de familie gaat in de tegenval met al hun munitie en eerder opgezette vallen. De piraten trachten de familie te misleiden: ze doen alsof ze zich overgeven, maar een apart groepje tracht hen langs de achterkant aan te vallen. Dankzij Francis' "piratenalarm", dat eerder door de anderen werd bespot, wordt de familie hierop attent gemaakt.
De familie dreigt zonder munitie te vallen. Op dit kritisch moment komt een groot schip aanvaren: het is kapitein Moreland, de grootvader van Roberta, op zoek naar zijn kleinkind. Het schip en de bemanning gaat ook de strijd aan met de piraten waarop deze laatsten voorgoed vluchten.
Moreland heeft een grote politieke macht en hij benoemt William tot gouverneur van het eiland. Fritz en Roberta kondigen aan dat ze binnenkort zullen trouwen. De gehele familie blijft op het eiland, behalve Ernst. Hij beslist om mee te varen naar Europa om zijn universiteitstudies af te maken.

## Rolverdeling
| Acteur          | Personage                      |
| --------------- | ------------------------------ |
| John Mills      | William Robinson               |
| Dorothy McGuire | Elizabeth Robinson             |
| James MacArthur | Fritz Robinson                 |
| Janet Munro     | Roberta "Bertie"               |
| Sessue Hayakawa | Kuala, kapitein van de piraten |
| Tommy Kirk      | Ernst Robinson                 |
| Kevin Corcoran  | Francis Robinson               |
| Cecil Parker    | kapitein Moreland              |
| Andy Ho         | Auban                          |
| Milton Reid     | piraat                         |
| Larry Taylor    | piraat                         |

## Vergelijking met het originele boek
De film wijkt enorm af van het originele verhaal:
- In het boek is er geen sprake van piraten noch Roberta. In een van de laatste hoofdstukken belandt wel een jong meisje op het eiland dat schipbreuk leed: Emily.
- In het boek tracht de familie een onderkomen te bouwen, waaronder ook een "misluke" boomhut. Uiteindelijk verblijven ze in een grot.
- In het boek is er nog een vierde zoon van om en bij de drie jaar: Jack.
- In het boek zijn er veel meer dieren waarmee de familie in aanraking komt.
- In het boek is de familie onderweg naar Australië. In de film zijn ze op weg naar Duits-Nieuw-Guinea om de Napolitaanse oorlogen te ontvluchten.
- In de film zijn er twee honden: Turk en Duke. In het boek is er één hond: Juno.

## Remake
Op 12 december 2004 kwam het Amerikaanse tijdschrift Variety met het bericht dat Walt Disney Pictures en Mandeville Films samen een remake gingen maken. Datzelfde tijdschrift publiceerde in 2005 dat Jonathan Mostow de film zou regisseren. David Hoberman en Todd Lieberman zijn de producers en Lindsay Lohan speelt een hoofdrol.
In 2009 werd aangekondig dat de film "The Robinsons" zou heten met in de hoofdrollen Will Smith, Jada Pinkett Smith, Trey Smith, Jaden Smith en Willow Smith.
Tijdens een Investor Day van The Walt Disney Company in december 2020 maakte het bedrijf bekend dat met "Swiss Family Robinson" een serie zal gemaakt worden exclusief voor de streamingdienst Disney+.